# Jikkyou Powerful Pro Yakyuu 2010
Jikkyō Powerful Pro Yakyū 2010 (実況パワフルプロ野球2010?) es un videojuego de béisbol para PlayStation 2, PlayStation Vita y PlayStation Portable, fue desarrollado y publicado por Konami en 15 de julio de 2010, exclusivamente en Japón. Es el decimoséptimo juego de la serie Jikkyō Powerful Pro Yakyū, el décimo para la consola y el sexto para el Portátil de Sony.
- Datos: Q18223728